# Capilla arzobispal (Rávena)
La capilla arzobispal' (en italiano, Cappella Arcivescovile) en Rávena (Italia) es una de las ocho estructuras de Rávena inscritas en la lista del Patrimonio de la Humanidad en 1996. Se trata de una capilla en la primera planta del palacio de los obispos, un oratorio privado de obispos trinitarios que data de inicios del siglo VI. 

## Historia
Aunque se atribuye normalmente a san Pedro Crisólogo, Arzobispo de Rávena de 433-450, la capilla fue en realidad construida por Pedro II poco después de convertirse en arzobispo en el año 495. El rey Teodorico el Grande encargó a arquitectos romanos la construcción de estructuras seculares y religiosas, incluso el palacio próximo a San Apolinar Nuevo, conocido como el Palacio de Teodorico, destruido después de ser saqueado por los bizantinos en 539; se convirtió en la sede de los exarcas y del rey de los longobardos. Carlomagno utilizó las columnas de este palacio para la construcción del suyo en Aquisgrán. Una torre, vestigio del antiguo palacio de Teodorico, fue abatida en el año 1295 y hoy sólo queda un muro angular.

## Arquitectura
La pequeña capilla en forma de cruz griega está actualmente dedicada a San Andrés, aunque la advocación original era al Salvador, como evidencia un luneto sobre la puerta del vestíbulo representando a Cristo como un guerrero. Las partes inferiores de las paredes están revestidas de planchas de mármol, mientras que el resto del interior estuvo recubierto por ricos mosaicos, a modo de tapices. Algunas partes de ellos sobreviven, mientras que otras han sido sustituidas por pintura al temple obra de Luca Longhi en el siglo XVI.
Según la evaluación del ICOMOS de este lugar Patrimonio de la Humanidad, «el significado de esta propiedad es el hecho de que es el único oratorio cristiano primitivo que ha sobrevivido hasta nuestros días. Su iconografía es también importante en virtud de su fuerte simbolismo anti-arriano.»